# Kroniki królewskie (Lopes)
Kroniki królewskie – dzieło historyczne piętnastowiecznego portugalskiego dziejopisa Fernão Lopesa.
Kroniki królewskie stanowią zbiór kilku dzieł kronikarskich poświęconych życiu i czynom królów Portugalii. Wiele z prac autora zaginęło, a tylko trzy kroniki uznaje się za jego autentyczne dzieła. Kroniki królewskie przełożyła na język polski Janina Z. Klave.